# Малі Іванищі
Малі Іванищі (рос. Малые Иванищи) — присілок в Калязінському районі Тверської області Російської Федерації.
Населення становить 8 осіб. Входить до складу муніципального утворення Алфьоровське сільське поселення.

## Історія
Від 2005 року входило до складу муніципального утворення Алфьоровське сільське поселення.

## Населення
| 2010 |
| ---- |
| 8    |